# 잭슨 (가수)
잭슨(본명: 왕가이, 중국어 정체자: 王嘉爾, 광둥어: Wong4 Gaa1 Ji5, 1994년 3월 28일 ~ )은 홍콩이 가수, 래퍼, 프로듀서이며, 대한민국의 보이 그룹 GOT7의 멤버이다.

## 같이 보기
- GOT7의 음반 목록
- GOT7의 음반 내용과 참여 목록
- GOT7의 음반 외 활동 목록
- GOT7의 수상 목록